# 刘梦涛
刘梦涛（2001年11月23日—），河北省邯郸市人，中国男子残疾人越野滑雪和冬季两项运动员。2022年首次参加冬季残疾人奥林匹克运动会冬季两项比赛，并获得两金一铜。

## 个人经历
2015年，刘梦涛开始练习越野滑雪和冬季两项。
2019年在全国第十届残运会比赛上获得两个冠军。在2021年全国第十一届残运会比赛中获得三个冠军。
2022年在北京冬残奥会上获得冬季两项男子中距离坐姿组金牌，男子短距离坐姿组项目铜牌以及男子长距离金牌。
2022年4月8日被国务院评为北京冬奥会、冬残奥会突出贡献个人。